# 제리 매더스

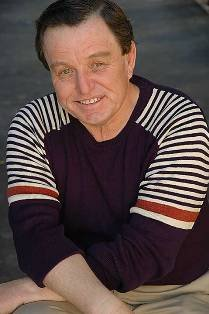

제리 매더스(Jerry Mathers, 1948년 6월 2일 ~ )는 미국의 배우, 기업가, 텔레비전 배우, 모델, 연극 배우, 영화배우이다.
수시티에서 태어났다.

## 영화
- 윌 투 파워 (2008년) - Mr. 심슨 역
- 래리 더 케이블 가이 - 헬스 인스펙터 (2006년)
- 엔젤스 위드 엔젤스 (2005년)
- 베터 럭 투마로우 (2002년)
- 여자가 사랑을 훔칠 때 (1994년)
- 위기일발 대작전 (1990년)
- 딥 식스 (1957년)
- 비버는 해결사 - TV 시리즈 (1957년)
- 실물보다 큰 (1956년)
- 세븐 리틀 포이스 (1955년)
- 해리의 소동 (1955년) - 아니 로저스 역
- 멘 오브 더 파이팅 레이디 (1954년) - 리처드 돗슨 역